# 塩釜温泉
塩釜温泉（しおがまおんせん）は、栃木県那須塩原市（旧国下野国）にある塩原温泉郷の一つの温泉。塩原街道を渓谷沿いに上り現れる塩原十一湯の3番目の温泉で、2025年現在2軒の温泉宿がある。名前の由来は高温で塩原温泉郷の中でも屈指の豊富な湯量の温泉による熱を利用して釜で塩を精製したことによる。ここで左折して箒川の支流である鹿股川に沿って上ったところに塩の湯温泉がある。

## 泉質
- 塩化物泉・炭酸水素塩泉・単純温泉
  - 源泉温度 : 50 - 70℃
  - 源泉数 : 8ヶ所

### 効能
- きりきず・やけど・慢性皮膚病・虚弱児童・慢性婦人病・動脈硬化症

※注 : 効能はその効果を万人に保証するものではない　

## 温泉街
2軒の温泉宿がある。塩原塩釜バス停前と、塩湧橋下の川沿いには、指先を温める「指湯」が地元有志の手作りで設けられた。温泉街には塩原郵便局がある。

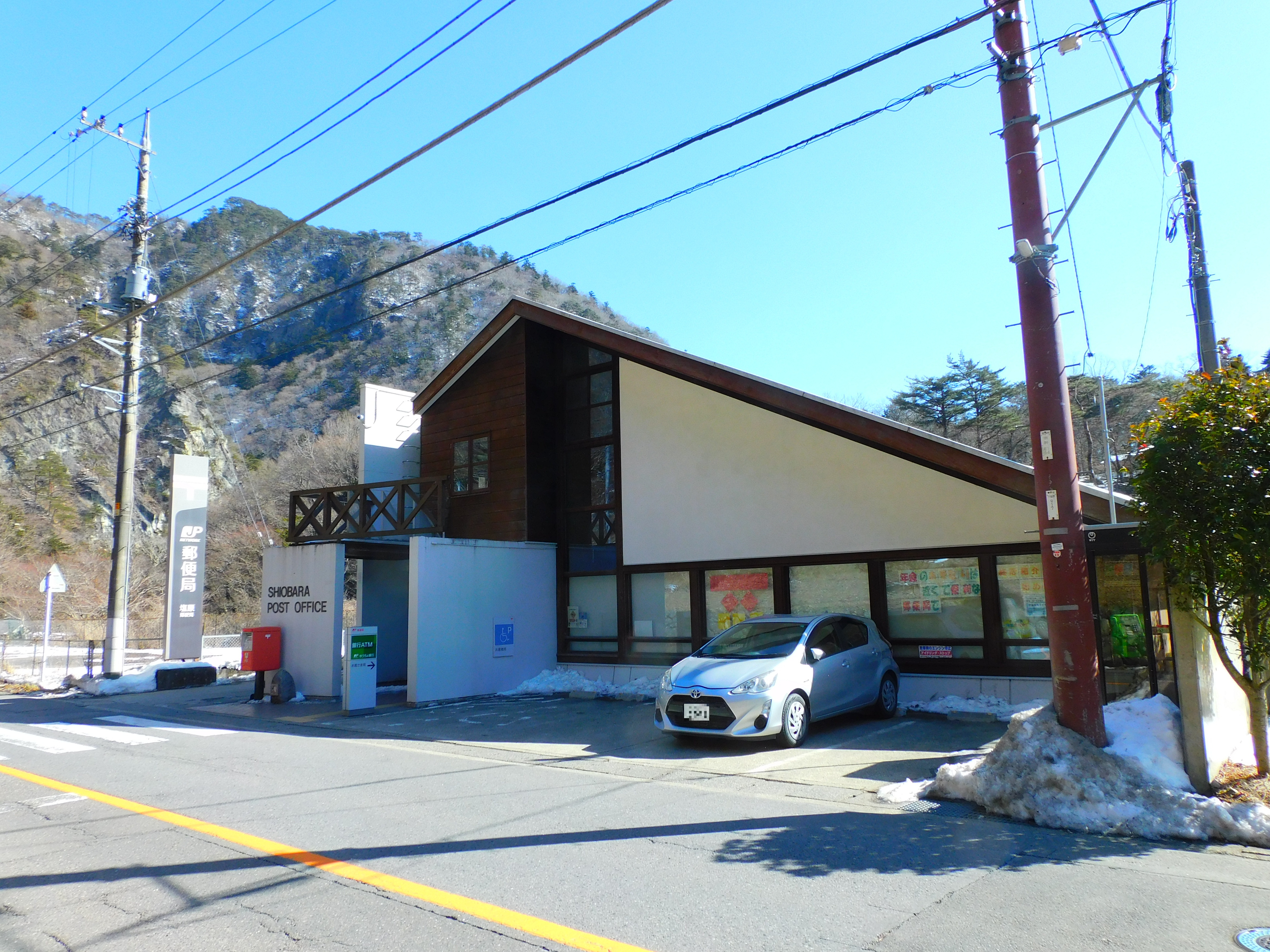
塩原郵便局

## 歴史

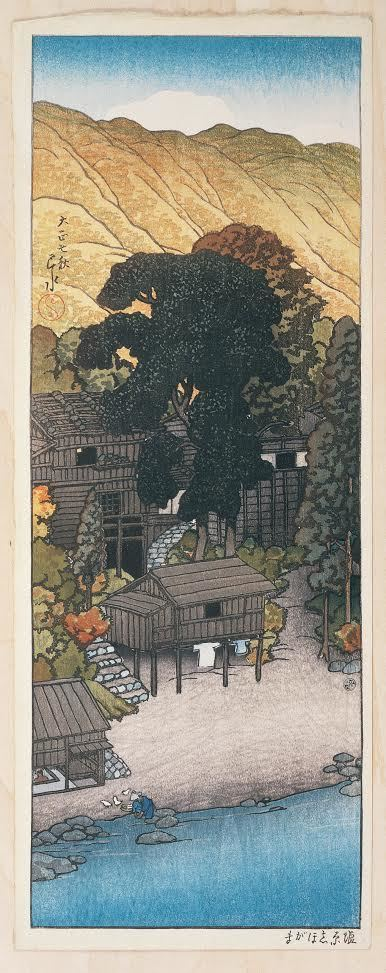
川瀬巴水 塩原三部作「塩原志ほがま（塩釜）」1918年(大正7年)

1900年（明治33年）に発行された『塩原温泉誌』には、この地に5軒の農家があったと記されており、旅館が設けられたのは戦後である。湯量は豊富で、貴賓の別荘も数多く設けられた。箒川に架かる塩湧橋はしばしば絵葉書に描かれ、小太郎ヶ淵や玉簾の瀬、七つ岩吊橋などは渓流の景勝地として知られる。

## アクセス
- 鉄道 : JR宇都宮線西那須野駅よりJRバス約40分、「塩原塩釜」下車。
  - 野岩鉄道上三依塩原温泉口駅からゆ～バスで約25分、「塩原塩釜」下車。
- 車 : 東北自動車道西那須野塩原ICより国道400号へ約15分。